# Thermoanaerobacter thermocopriae
Thermoanaerobacter thermocopriae è una specie di batterio appartenente alla famiglia delle Thermoanaerobacteriaceae.